# 神野信也
神野 信也（じんの しんや、1973年4月19日 - ）は、愛媛県出身の元プロ野球選手（投手）。
現在は、埼玉西武ライオンズの打撃投手。

## 来歴・人物
新居浜商業高時代は、四国屈指の好投手として注目されていた。エースで4番を務め、3年春は県大会準優勝。社会人野球のNTT四国入りも噂されたが、1991年のプロ野球ドラフト会議で西武ライオンズから5位指名を受け入団。
左の軟投派ピッチャーとして期待されていたが、二軍でも成績は振るわずショートリリーフでの起用が多かった。
一軍登板のないまま1996年限りで現役を引退し、打撃投手に転身した。

## 詳細情報

### 年度別投手成績
- 一軍公式戦出場なし

### 背番号
- 63（1992年 - 1996年）
- 01（1997年 - 2024年）
- 102 （2025年 - ）